# Chiesa evangelica di Gorizia
La chiesa evangelica di Gorizia è un luogo di culto cristiano situato nel centro storico della città, sede della locale comunità valdese e metodista; l'edificio si trova in via Armando Diaz 18, non lontano dall'incrocio con corso Italia, la strada che collega il centro cittadino con la stazione ferroviaria.

## La Riforma a Gorizia

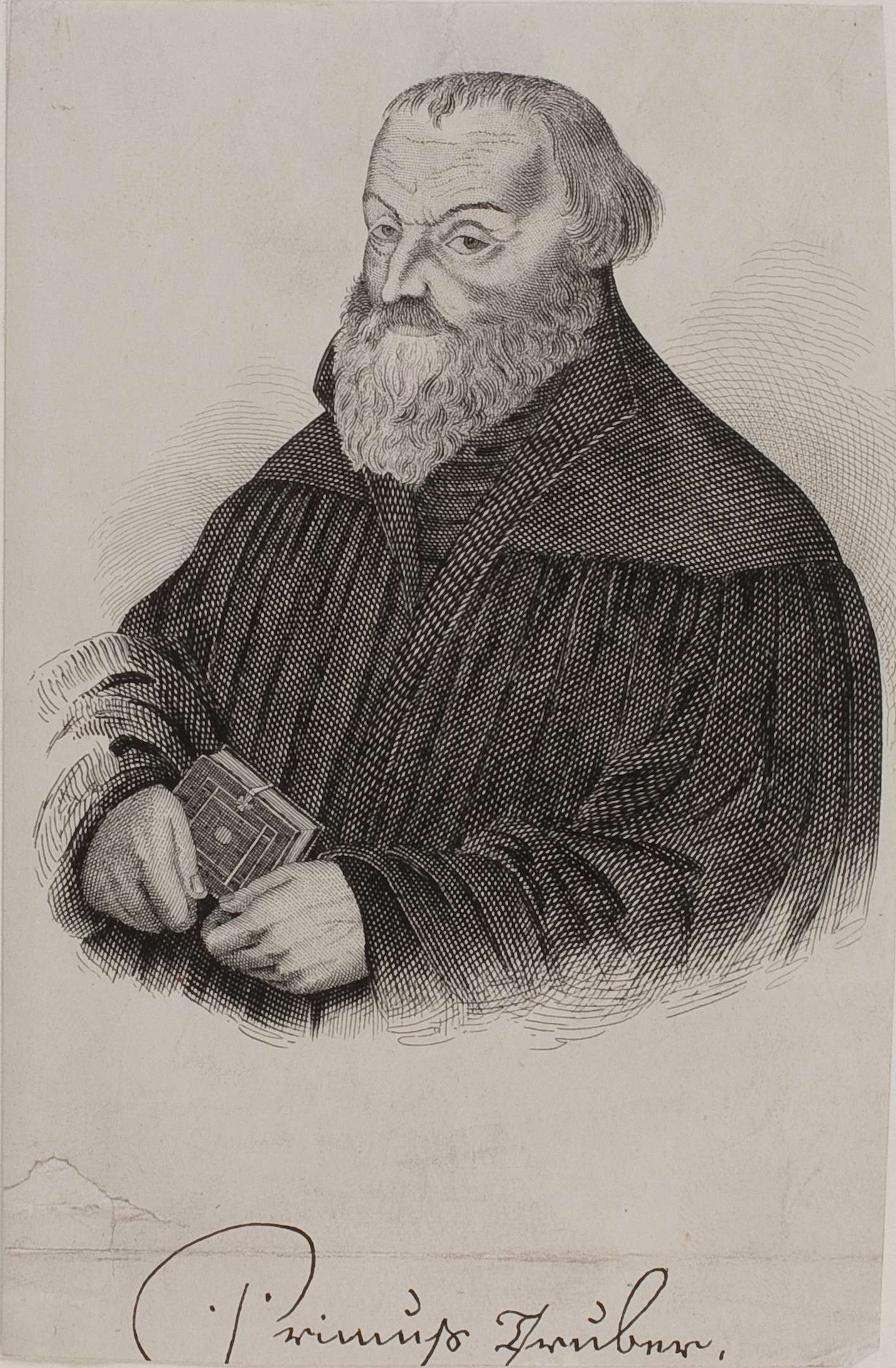
Primož Trubar, riformatore, educatore e padre della lingua slovena

Il protestantesimo fu presente a Gorizia e nel suo territorio fin dalla seconda metà del XVI secolo, penetrato dalle vicine regioni della Carniola e della Carinzia, grazie alla predicazione di Primož Trubar (1508-1586), ex-prete cattolico-romano della Carniola, ordinato dal vescovo Pietro Bonomo a Trieste nel 1530 e in seguito canonico della cattedrale di Lubiana. L'efficacia della predicazione di Trubar (conoscitore della lingua slovena, tedesca e friulana) e degli altri primi predicatori evangelici era legata al sostegno della nobiltà di origine tedesca della contea goriziana e soprattutto del conte Giorgio della Torre, capitano della città.  Pare, infatti, che a Trubar - prima che questi fosse esiliato nel 1565 - fosse permesso predicare a Gorizia dal balcone della "casa del Comune" (edificio tuttora esistente all'incrocio tra via Rastello e viale D'Annunzio), oltre che tra le mura della vicina "casa Ungrischpach".
Dalla relazione che il patriarca di Aquileia Francesco Barbaro fece nel 1593, dopo la visita pastorale, emerge chiaramente che sul finire del XVI secolo, a Gorizia, 
Si può notare, peraltro, che furono numerosi i membri del clero che aderirono alla Riforma, così come gran parte della popolazione.  Notevole fu la presenza di libri di propaganda luterana, non solo nelle case nobiliari di Gorizia, ma anche in centri vicini come Cormons e Gradisca; questi libri furono poi bruciati in pubblico rogo dal patriarca Barbaro, che con l'aiuto del braccio secolare lavorò alla conversione dei "laici infettati" dal protestantesimo.
Alle soglie del Seicento la Riforma nel Goriziano era stata ormai messa a tacere sotto l'effetto della macchina repressiva controriformista.

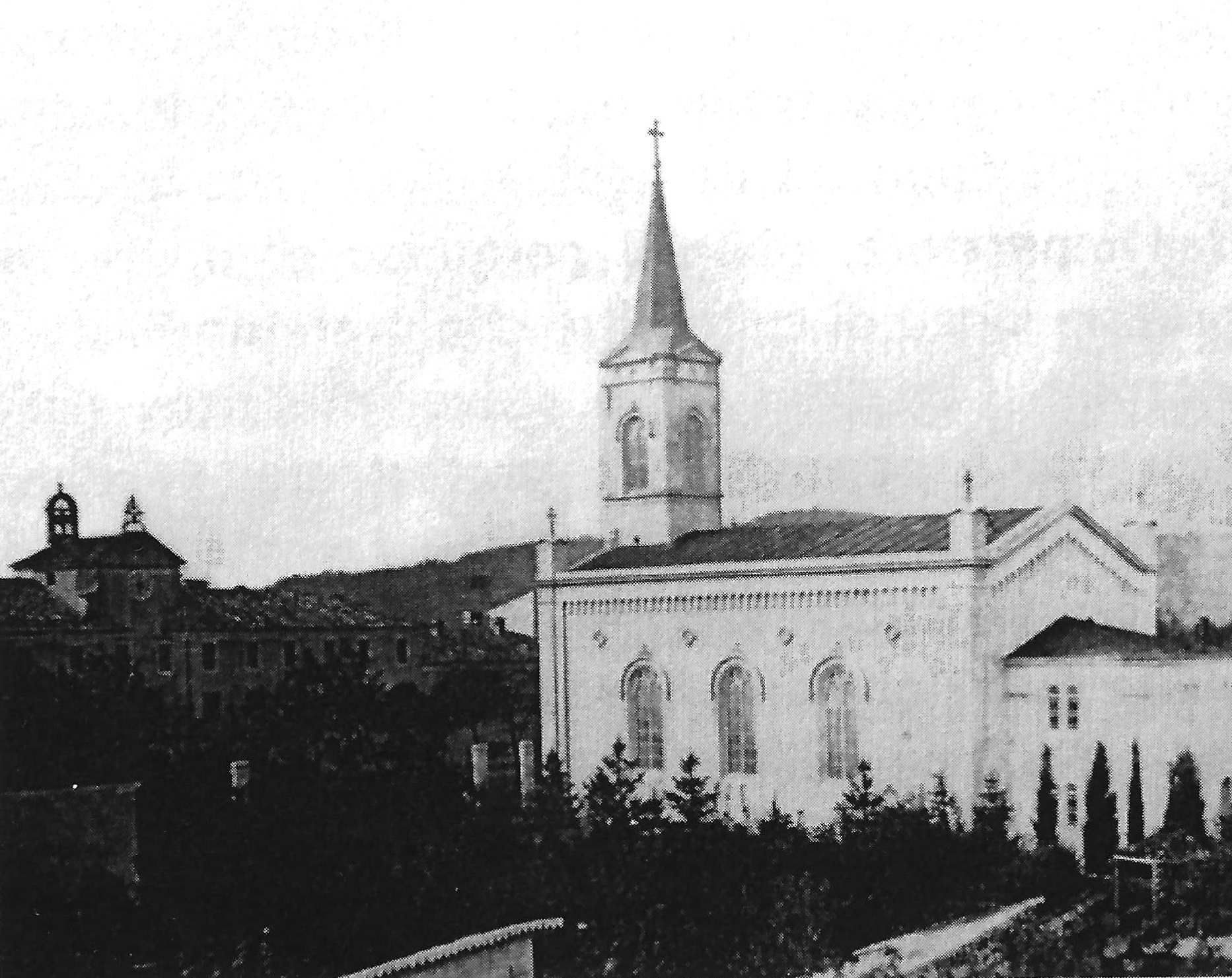
Il tempio negli anni immediatamente successivi alla sua edificazione

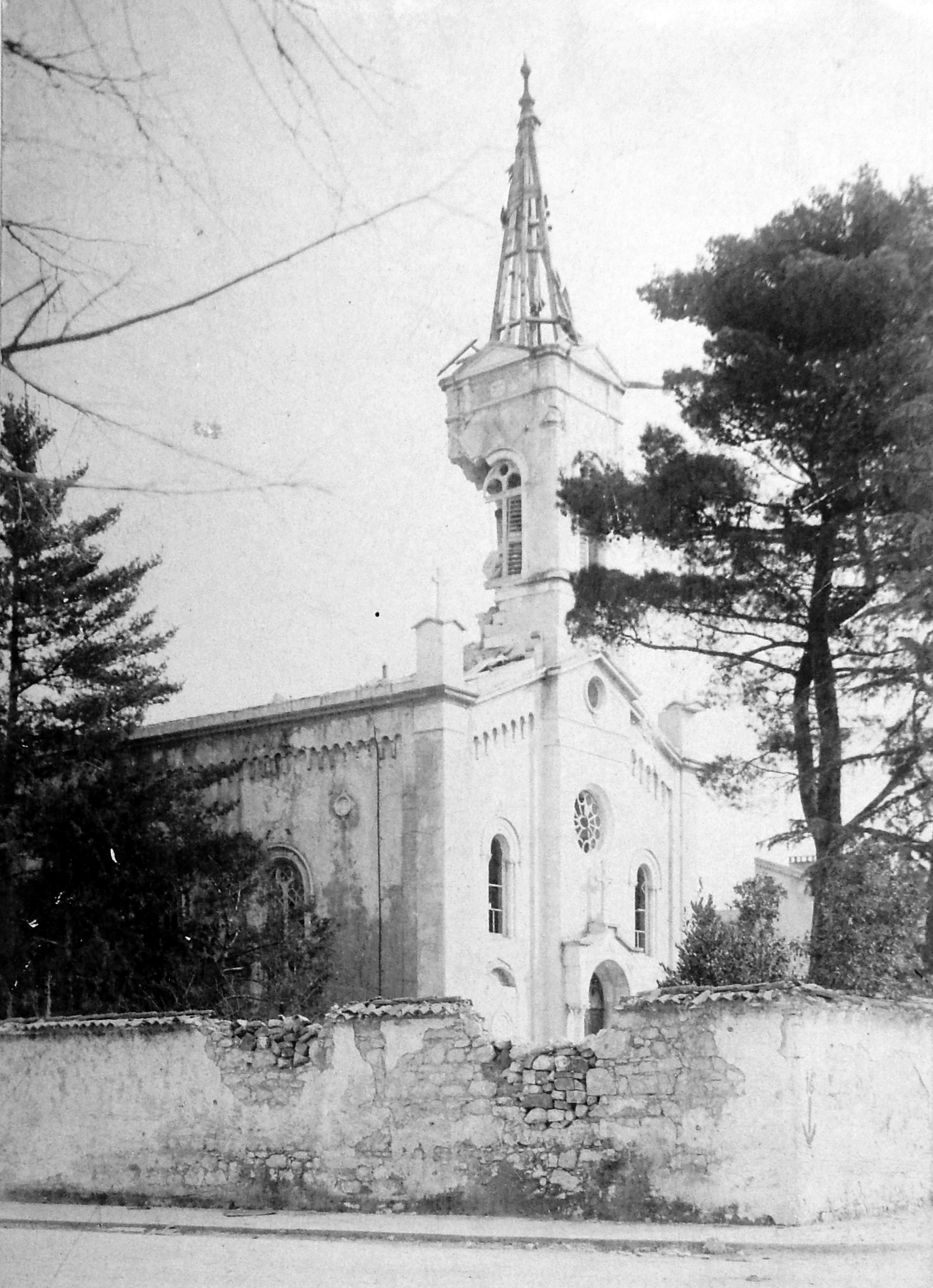
Gli edifici danneggiati dai bombardamenti italiani durante la prima guerra mondiale

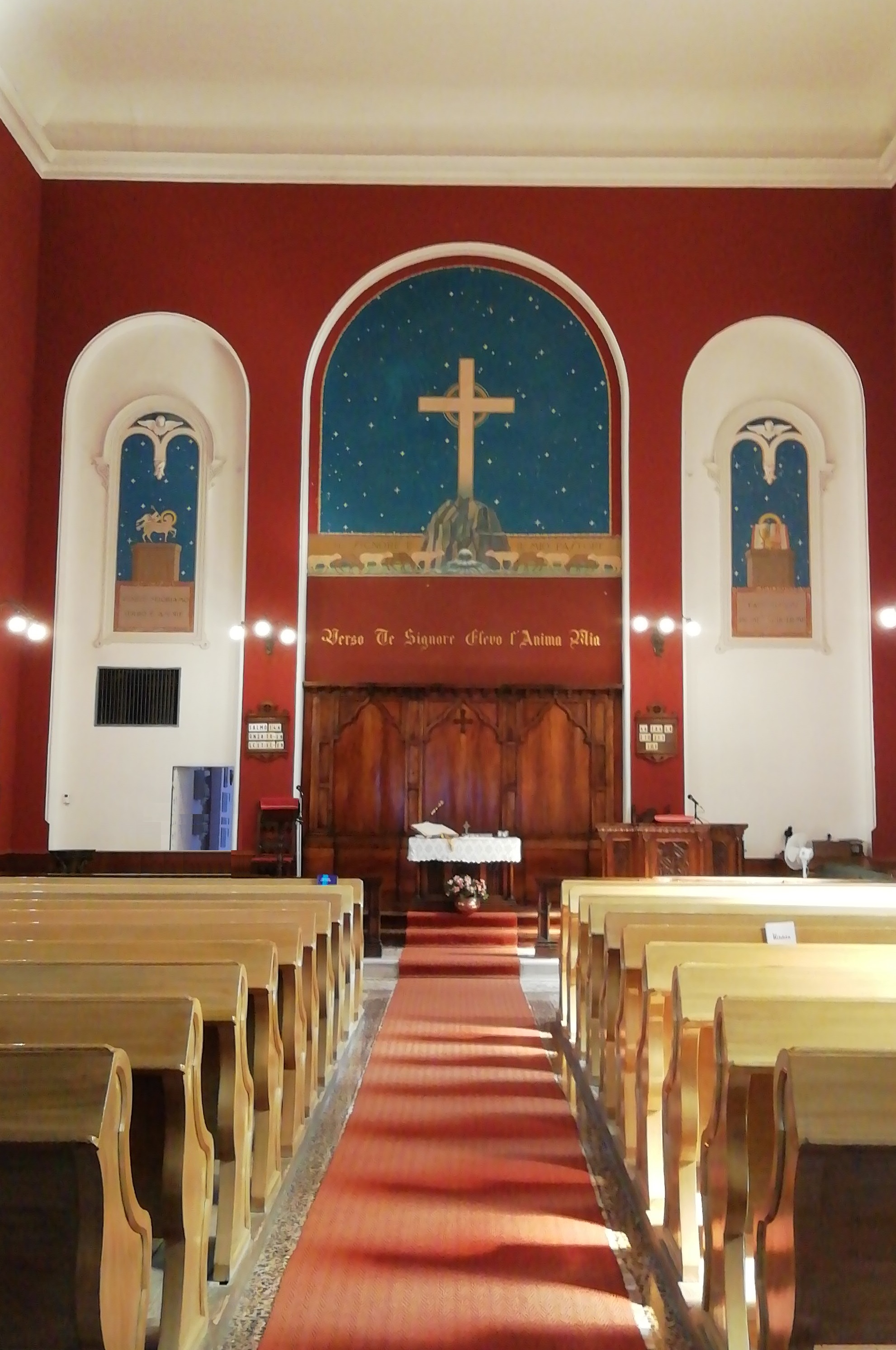
Interno della navata

## La nascita della Chiesa locale di lingua tedesca
Soltanto nel 1820 il protestantesimo riapparve ufficialmente a Gorizia per merito di un commerciante di Francoforte sul Meno, Johann Christoph Ritter (1782-1838), discendente di un pastore protestante amico di Martin Lutero.  Egli trasferì da Trieste a Gorizia la sua raffineria di zuccheri coloniali, alla cui direzione ed esercizio chiamò, dalla Germania, alcuni suoi corregionali, parte di confessione augustana e parte di confessione elvetica. Questa piccola schiera non aveva né un tempio né un pastore e pertanto doveva fare riferimento alla Chiesa di Trieste.
Morto Johann Christoph, che nel 1829 era riuscito ad ottenere per tutta la famiglia il titolo nobiliare ungherese di barone von Záhony, si cominciarono a tenere, dal 1848 e in forma privata, dei servizi religiosi nel palazzo Attems Santacroce (attuale municipio), acquistato dallo stesso Ritter nel 1825.
Nel 1857, durante la visita di Francesco Giuseppe d'Austria a Gorizia, ospite della famiglia Ritter von Záhony, venne ottenuta finalmente la possibilità di costituire liberamente un "gruppo luterano" che, riconosciuto dall'imperatore, ebbe il permesso di aprire un proprio luogo di culto e di avere un pastore vicario. Due anni dopo arrivò a Gorizia, dalla Moravia, il primo vicario protestante: Christian Christoph Brunnich.
Nel 1861 i protestanti di Gorizia si costituirono in una comunità indipendente e, sul terreno donato da Karl Ritter von Záhony, poterono iniziare la costruzione di una chiesa in contrada Strudenz (oggi via Diaz): il tempio venne inaugurato il 20 giugno 1864, insieme con l'adiacente casa pastorale (oggi venduta a privati). Nel 1865 il primo credente di lingua italiana diventava membro della comunità evangelica di Gorizia. Da quella data la comunità si sviluppò di pari passo con la colonia protestante, che intanto si ingrandì con l'arrivo di alcune persone provenienti dalle Isole britanniche e che ben preso si pose all'avanguardia del progresso civile e industriale della città. Negli ultimi censimenti austro-ungarici antecedenti alla prima guerra mondiale, la città di Gorizia si presentava in maggioranza di madrelingua slovena, seguita dalla componente italofona e friulana, ma con una comunità germanica che arrivava a toccare il 10%.
I figli di Johann Christoph Ritter von Záhony, oltre che ad investire nella gestione innovativa - per quell'epoca - delle loro imprese, pensarono anche all'istruzione dei più sfortunati, alla costruzione di case popolari e all'assistenza sanitaria delle famiglie dei loro operai, accanto ad altre attività di beneficenza. Infatti, nel 1873 venne aperta, nella casa di Karl Ritter in via Cappuccini, una scuola popolare fino alla classe ottava, sul modello tedesco (l'attuale "Centro educativo Lenassi" del Comune di Gorizia). Frequentata all'inizio da soli sette bambini, arrivò a contare 102 allievi, tra i quali anche trenta cattolici e due ebrei.
Elvine, figlia di Hektor Ritter von Záhony, non avendo eredi e d'accordo con il marito di confessione cattolica, il conte francese Théodore La Tour en Voivre, costituì, come dono di nozze del padre, un orfanotrofio a Russiz di Capriva del Friuli, oltre che un istituto simile, tuttora attivo, nell'abitato di Treffen am Ossiacher See, nei pressi di Villach in Austria.

## La guerra, l'annessione italiana e la nascita della Chiesa Metodista di Gorizia
Il secolo dei Ritter, iniziato a Gorizia nel 1820, si interruppe nel 1914 con lo scoppio della prima guerra mondiale; con la caduta degli Imperi centrali anche la comunità tedesca di Gorizia subì un duro colpo. Le confische attuate dal governo del Regno d'Italia, che occupò e poi annesse Gorizia, furono pesantissime e colpirono indiscriminatamente sia le attività commerciali e industriali, sia le opere di beneficenza. Molti membri della Chiesa evangelica di Gorizia tornarono alle terre d'origine delle loro famiglie e della benemerita famiglia Ritter von Záhony soltanto la baronessa Luitgard de La Tour, nipote della già citata Elvine, continuò a farne parte.
Durante la prima guerra mondiale la chiesa e la casa del pastore avevano subito pesanti danni, ma già dal 1918 i superstiti cominciarono tenacemente a ricostruire il loro tempio. Da allora a diventare membri di Chiesa furono sempre più frequentemente gli italiani; la comunità augustana di Gorizia ottenne l'aiuto sia della missione metodista statunitense sia di quella inglese, le quali avevano già svolto un'importante opera di evangelizzazione in tutta Italia; fu quindi pressoché naturale accogliere nella comunità membri della Chiesa metodista episcopale. Il tempio, finalmente ristrutturato, venne inaugurato il 4 giugno 1922.
Mentre durante l'occupazione nazista del 1943-1945 il tempio fu utilizzato anche dai militari tedeschi luterani, nel 1945, con l'entrata in Gorizia delle Forze Alleate, presso la chiesa goriziana si tennero funzioni religiose in lingua italiana per i residenti, in lingua inglese per le truppe anglo-americane e in lingua tedesca per i prigionieri di guerra germanici. In questo periodo il presbiterio di confessione augustana ed elvetica restò in vita fino a quando esaurì i propri compiti e cedette le proprietà dei beni immobili alla neocostituita Chiesa evangelica metodista d'Italia. Questa stessa Chiesa metodista d'Italia nel 1975 si è integrata con la Chiesa evangelica valdese per formare l'Unione delle Chiese metodiste e valdesi.
Nel 2014 si sono svolti i festeggiamenti per il 150º anniversario della costruzione del tempio, festeggiamenti che hanno avuto il loro apice nella celebrazione del culto per la Festa della Riforma, ripreso dalle telecamere della RAI e trasmesso in Eurovisione. A questa celebrazione hanno partecipato tutte le chiese e comunità del protestantesimo storico della Regione.

## Descrizione
All'esterno l'edificio si presenta in linee neogotiche prive di un'accentuata tensione verticale, in armonia con il gusto subalpino dell'architettura del Friuli. La facciata è sormontata da un campanile che ancora ospita due campane (che però non vengono più suonate per timore di danni statici).
L'interno dell'edificio è organizzato in un'ampia unica unica aula, sormontata da una cantoria. La zona riservata ai celebranti separata da quella dei fedeli da una balaustrata lignea. L'arredo, risalente ai restauri del primo dopoguerra, comprende - secondo la tradizione liturgica riformata - il pulpito e il tavolo per la santa cena; più discosto è presente anche un fonte battesimale di legno.
La parete di fondo dell'aula è affrescata con simboli cristiani e frasi bibliche. Una particolarità dell'affresco centrale, con la croce in trionfo, i torrenti d'acqua e le pecore che si abbeverano, consiste nel fatto che le stelle, dipinte su sfondo blu, non sono disposte in modo casuale, ma replicano alcune costellazioni effettivamente visibili.
Il tempio viene aperto soltanto per il culto pubblico, normalmente la domenica mattina alle 10.30.